# Qin Bangxian
 (décembre 2017).
Si vous disposez d'ouvrages ou d'articles de référence ou si vous connaissez des sites web de qualité traitant du thème abordé ici, merci de compléter l'article en donnant les références utiles à sa vérifiabilité et en les liant à la section « Notes et références ».
Qin Bangxian ou Bo Gu (秦邦宪 ou 博古) (né le 14 mai 1907 à Wuxi, dans la province du Jiangsu et mort le 8 avril 1946  dans le Shanxi) est un homme politique chinois.

## Biographie
En 1907, Qin Bangxian naît à Wuxi, province du Jiangsu, comme Wang Ming. Il étudie au lycée technique de Suzhou, et prend une part active dans des luttes contre l’impérialisme et les seigneurs de la guerre qui tyrannisent la Chine à cette époque. 
En 1925 Qin entre à l’université de Shanghai, connue pour son impact sur les jeunes révolutionnaires. C’est là que Qin s’intéresse au Marxisme et au Léninisme. La même année, Qin participe au mouvement du 30 mai pour protester et boycotter l’impérialisme. Il rejoint rapidement le PCC. 
En 1926, Qin est envoyé à Moscou pour étudier à l’université Sun Yat-sen. En utilisant le pseudonyme Bo Gu (ou érudit d’histoire en chinois), il se fait connaître comme érudit du Marxisme-léninisme. Il fait connaissance de Wang Ming, arrivé à l’université un an plus tôt. Wang et Qin ainsi que d’autres étudiants chinois tels Zhang Wentian, Wang Jiaxiang et Yang Shangkun forment un groupe dit des 28 bolcheviks. Ils se considèrent comme des marxistes orthodoxes avec vocation de prendre la responsabilité de la révolution chinoise. En plus, avec Wang qui a l'oreille de Paul Mif, vice-président de l’université Sun Yat-sen puis vice –ministre du département oriental du Komintern, les 28 bolcheviks ont de plus en plus d’influence. 
Mif succède à Karl Radek comme président, et ses protégés sont alors renvoyés en Chine pour prendre le contrôle du PCC. Mais en fonction de leurs maigres résultats comparés à ceux de Zhou Enlai et Zhang Guotao, Wang et ses amis, y compris Bo Gu, sont assignés à des postes secondaires. Avec le soutien de Mif, qui vient en Chine comme émissaire du Komintern, à la 4e réunion plénière du sixième congrès national du PCC en 1931, Wang et ses amis évincent Li Lisan, chef incontesté du PCC à l’époque. Wang est nommé membre du Politburo, et Mif, responsable du siège du PCC.

## Secrétaire général du PCC
Quand Wang retourne à Moscou pour se faire soigner, Bo Gu est promu membre du comité central du PCC, puis Secrétaire général du Parti communiste chinois. 
En 1933 Bo Gu et d’autres membres du bureau central (comme Zhou Enlai) doivent s’enfuir dans le soviet du Jiangxi. 
Bo Gu, Zhou Enlai et Otto Braun, le conseiller militaire du Komintern, forment une équipe de commande militaire pour remplacer celle de Mao Zedong. Sous le commandement dogmatique de cette équipe, l’armée rouge du PCC subit de graves pertes lors de la cinquième campagne anti-communiste de Tchang Kaï-chek. Bo Gu et son équipe doivent lancer un diversion stratégique: début de la Longue Marche.
Durant la Longue Marche, l’armée rouge subit de grosses pertes par absence de projet et à cause d'un commandement incompétent. 
En janvier 1935, à la conférence de Zunyi, grâce à la défection de Zhang Wentian, Wang Jiaxiang et Yang Shangkun du camp des 28 bolcheviks pour celui de Mao, une nouvelle équipe de trois hommes (Mao, Wang Jiaxiang et Zhou Enlai) reprit le commandement militaire. Bo Gu fut remplacé par Zhang Wentian comme Secrétaire général du Parti communiste chinois.

## Déclin
Lorsque Bo Gu a atteint Yan'an avec l’armée rouge, c’était encore un homme jeune désirant un futur brillant à la révolution chinoise. Pour faire une rupture avec son passé il abandonna son pseudonyme de Bo Gu au profit de son nom Qin. Mao avait besoin de lui ainsi que d’autres anciens membres du groupe des 28 bolcheviks comme Zhang Wentian et Wang Jiaxiang dans sa lutte pour le pouvoir contre Wang Ming et Zhang Guotao. En 1936, il fut envoyé aux côtés de Zhou Enlai et Ye Jianying comme représentants du PCC à Xi'an pour traiter de l’Incident de Xi'an et établir un front commun avec le Kuomintang contre le Japon.
En 1937 il fut nommé ministre du Département de l’organisation du PCC, département chargé de la promotion et de la nomination des cadres. En 1941 il fut nommé à la tête du quotidien Jie Fang et de l’agence Xinhua. Bien que fidèle de Mao, il fut critiqué par Mao et Kang Sheng qui règlent ainsi son compte à l'un des derniers membres du parti réticent à la montée de Mao. Les erreurs stratégiques (choix de se concentrer sur les villes et non les campagnes, refus de la guérilla durant la Longue Marche, etc) lui seront amèrement reprochés. En 1943 une circulaire du PCC critiquera explicitement sa "ligne" et celle de  Wang Ming comme étant passée de l'opportunisme de gauche des années 31-34 à celui de droite entre 1937 et 38.
Il fut élu commissaire du comité central du PCC au 7e congrès national du PCC en 1945.
Après la fin de la guerre avec le Japon, en 1945, il participa avec Mao aux négociations avec Chiang Kaï-Chek à Chongqing pour éviter une guerre civile. Il participa aussi à la Conférence consultative politique du peuple comme représentant du PCC à Chongqing en février 1946. De retour de Chongqing à Yanan, il trouva la mort dans un accident d’avion au Shanxi avec d’autres dirigeants communistes dont Bo Gu, Deng Fa (en), le chef de la police secrète, le général Ye Ting, et Wang Ruofei (en). Il est possible que ce soit Tchang Kaï-chek qui ait arrangé cet accident.
Cet accident survient juste après la mort suspecte de Dai Li le mois d'avant et vingt-cinq ans avant la mort de Lin Biao en septembre 1971. 

## Chronologie
- Membre de la faction des "étudiants du retour" formés à Moscou
- Dirigeant de fait du Parti communiste chinois de 1931 à 1935
- Membre du groupe des 28 bolcheviks
- Écarté après la conférence de Zunyi
- Reste toutefois, membre du CC jusqu'à sa mort dans un accident d'avion en 1946